# Liste der Schiedsrichtereinsätze beim Super Bowl
Die Liste der Schiedsrichtereinsätze beim Super Bowl führt alle Schiedsrichter, die bei einem Super Bowl bzw. einem AFL-NFL World Championship Game eingesetzt wurden.

## Auswahl
Der höchstbewertete NFL-Schiedsrichter jeder Position wird ausgewählt im Super Bowl zu arbeiten. Das Bewertungssystem basiert dabei auf der Benotung der Entscheidungen der Schiedsrichter der laufenden Saison. Im Super Bowl antreten dürfen jedoch nur Schiedsrichter, die mindestens fünf Jahre in der NFL aktiv sind und in den vorangegangenen Play-offs mitgewirkt haben.
Dies war jedoch nicht immer der Fall. Vom Super Bowl I bis zum Super Bowl IV, wo der Super Bowl von zwei Ligen, der American Football League und der National Football League, ausgetragen wurde, bestand die Liga aus je drei von jeder Liga nominierten Schiedsrichtern. Beim Super Bowl XXXVIII und Super Bowl XXXIX wurden die höchstbewerteten Schiedsrichterteams der Regular Season ausgewählt. Dies war eine Reaktion auf die hohe Anzahl der Fehler durch die Schiedsrichter während der Play-offs der Saison 2002, da die Liga der Überzeugung war, die Beibehaltung der Vertrautheit und des Zusammenhalts der Schiedsrichterteams könnte die Anzahl der Fehlentscheidungen reduzieren.

## Liste
Anmerkung: Vor dem Super Bowl XIII bestanden die Schiedsrichtercrew aus nur sechs Personen. Beginnend mit dem Super Bowl XXXIII wurden die Positionsbezeichnungen des Back Judge und des Field Judge getauscht.
AFL-NFL World Championships
| Spiel | Datum           | Referee              | Umpire               | Head Linesman       | Line Judge            | Field Judge          | Back Judge         |
| ----- | --------------- | -------------------- | -------------------- | ------------------- | --------------------- | -------------------- | ------------------ |
| I     | 15. Januar 1967 | Norm Schachter (NFL) | George Young (AFL)   | Bernie Ulman (NFL)  | Al Sabato (AFL)       | Mike Lisetski (NFL)  | Jack Reader (AFL)  |
| II    | 14. Januar 1968 | Jack Vest (AFL)      | Ralph Morcroft (NFL) | Tony Veteri (AFL)   | Bruce Alford (NFL)    | Bob Baur (AFL)       | Stan Javie (NFL)   |
| III   | 12. Januar 1969 | Tommy Bell (NFL)     | Walt Parker (AFL)    | George Murphy (NFL) | Cal Lepore (AFL)      | Joe Gonzalez (NFL)   | Jack Reader (AFL)  |
| IV    | 11. Januar 1970 | John McDonough (AFL) | Lou Palazzi (NFL)    | Harry Kessel (AFL)  | Bill Schleibaum (NFL) | Charley Musser (AFL) | Tom Kelleher (NFL) |

Super Bowl
| Spiel   | Datum            | Referee         | Umpire          | Down Judge (bis 2017 Head Linesman) | Line Judge         | Field Judge     | Back Judge       | Side Judge       |
| ------- | ---------------- | --------------- | --------------- | ----------------------------------- | ------------------ | --------------- | ---------------- | ---------------- |
| V       | 17. Januar 1971  | Norm Schachter  | Paul Trepinski  | Ed Marion                           | Jack Fette         | Fritz Graf      | Hugh Gamber      |                  |
| VI      | 16. Januar 1972  | Jim Tunney      | Joe Connell     | Al Sabato                           | Art Holst          | Bob Wortman     | Ralph Vandenberg |                  |
| VII     | 14. Januar 1973  | Tommy Bell      | Lou Palazzi     | Tony Veteri                         | Bruce Alford       | Tony Skover     | Tom Kelleher     |                  |
| VIII    | 13. Januar 1974  | Ben Dreith      | Ralph Morcroft  | Leo Miles                           | Jack Fette         | Fritz Graf      | Stan Javie       |                  |
| IX      | 12. Januar 1975  | Bernie Ulman    | Al Conway       | Ed Marion                           | Bruce Alford       | Dick Dolack     | Ray Douglas      |                  |
| X       | 18. Januar 1976  | Norm Schachter  | Joe Connell     | Leo Miles                           | Jack Fette         | Bill O’Brien    | Stan Javie       |                  |
| XI      | 9. Januar 1977   | Jim Tunney      | Lou Palazzi     | Ed Marion                           | Bill Swanson       | Armen Terzian   | Tom Kelleher     |                  |
| XII     | 15. Januar 1978  | Jim Tunney      | Joe Connell     | Tony Veteri                         | Art Holst          | Bob Wortman     | Ray Douglas      |                  |
| XIII    | 21. Januar 1979  | Pat Haggerty    | Art Demmas      | Jerry Bergman                       | Jack Fette         | Fred Swearingen | Pat Knight       | Dean Look        |
| XIV     | 20. Januar 1980  | Fred Silva      | Al Conway       | Burl Toler                          | Bob Beeks          | Charley Musser  | Stan Javie       | Ben Tompkins     |
| XV      | 25. Januar 1981  | Ben Dreith      | Frank Sinkovitz | Tony Veteri                         | Tom Dooley         | Fritz Graf      | Tom Kelleher     | Dean Look        |
| XVI     | 24. Januar 1982  | Pat Haggerty    | Al Conway       | Jerry Bergman                       | Bob Beeks          | Don Hakes       | Bill Swanson     | Bob Rice         |
| XVII    | 30. Januar 1983  | Jerry Markbreit | Art Demmas      | Dale Hamer                          | Bill Reynolds      | Don Orr         | Dick Hantak      | Dave Parry       |
| XVIII   | 22. Januar 1984  | Gene Barth      | Gordon Wells    | Jerry Bergman                       | Bob Beeks          | Fritz Graf      | Gil Mace         | Ben Tompkins     |
| XIX     | 20. Januar 1985  | Pat Haggerty    | Tom Hensley     | Leo Miles                           | Ray Dodez          | Bob Lewis       | Tom Kelleher     | Bill Quinby      |
| XX      | 26. Januar 1986  | Red Cashion     | Ron Botchan     | Dale Williams                       | Bama Glass         | Jack Vaughan    | Al Jury          | Bob Rice         |
| XXI     | 25. Januar 1987  | Jerry Markbreit | Bob Boylston    | Terry Gierke                        | Bob Beeks          | Pat Mallette    | Jim Poole        | Gil Mace         |
| XXII    | 31. Januar 1988  | Bob McElwee     | Al Conway       | Dale Hamer                          | Jack Fette         | Johnny Grier    | Al Jury          | Don Wedge        |
| XXIII   | 22. Januar 1989  | Jerry Seeman    | Gordon Wells    | Jerry Bergman                       | Bob Beeks          | Bobby Skelton   | Paul Baetz       | Gary Lane        |
| XXIV    | 28. Januar 1990  | Dick Jorgensen  | Hendi Ancich    | Earnie Frantz                       | Ron Blum           | Don Orr         | Al Jury          | Gerald Austin    |
| XXV     | 27. Januar 1991  | Jerry Seeman    | Art Demmas      | Sid Semon                           | Dick McKenzie      | Jack Vaughan    | Banks Williams   | Larry Nemmers    |
| XXVI    | 26. Januar 1992  | Jerry Markbreit | Bob Boylston    | Dale Williams                       | Ron Blum           | Ed Merrifield   | Paul Baetz       | Dick Creed       |
| XXVII   | 31. Januar 1993  | Dick Hantak     | Ron Botchan     | Ron Phares                          | Dick McKenzie      | Donnie Hampton  | Jim Poole        | Dean Look        |
| XXVIII  | 30. Januar 1994  | Bob McElwee     | Art Demmas      | Sid Semon                           | Tom Barnes         | Don Orr         | Al Jury          | Nate Jones       |
| XXIX    | 29. Januar 1995  | Jerry Markbreit | Ron Botchan     | Ron Phares                          | Ron Baynes         | Jack Vaughan    | Tim Millis       | Tom Fincken      |
| XXX     | 28. Januar 1996  | Red Cashion     | John Keck       | Paul Weidner                        | Dale Orem          | Don Hakes       | Dick Creed       | Bill Carollo     |
| XXXI    | 26. Januar 1997  | Gerald Austin   | Ron Botchan     | Earnie Frantz                       | Jeff Bergman       | Phil Luckett    | Scott Steenson   | Tom Fincken      |
| XXXII   | 25. Januar 1998  | Ed Hochuli      | Jim Quirk       | John Schleyer                       | Ben Montgomery     | Don Dorkowski   | Paul Baetz       | Doug Toole       |
| XXXIII  | 31. Januar 1999  | Bernie Kukar    | Jim Daopoulos   | Sanford Rivers                      | Ron Baynes         | Tim Millis      | Don Hakes        | Gary Lane        |
| XXXIV   | 30. Januar 2000  | Bob McElwee     | Ron Botchan     | Earnie Frantz                       | Byron Boston       | Al Jury         | Bill Leavy       | Tom Fincken      |
| XXXV    | 28. Januar 2001  | Gerald Austin   | Chad Brown      | Tony Veteri, Jr.                    | Walt Anderson      | Bill Lovett     | Bill Schmitz     | Doug Toole       |
| XXXVI   | 3. Februar 2002  | Bernie Kukar    | Jeff Rice       | Mark Hittner                        | Ron Phares         | Pete Morelli    | Scott Green      | Laird Hayes      |
| XXXVII  | 26. Januar 2003  | Bill Carollo    | Ed Coukart      | Dale Williams                       | Mark Steinkerchner | Tom Sifferman   | Don Carey        | Rick Patterson   |
| XXXVIII | 1. Februar 2004  | Ed Hochuli      | Jeff Rice       | Mark Hittner                        | Ben Montgomery     | Tom Sifferman   | Scott Green      | Laird Hayes      |
| XXXIX   | 6. Februar 2005  | Terry McAulay   | Carl Paganelli  | Gary Slaughter                      | Mark Steinkerchner | Tom Sifferman   | Tony Steratore   | Rick Patterson   |
| XL      | 5. Februar 2006  | Bill Leavy      | Garth DeFelice  | Mark Hittner                        | Mark Perlman       | Steve Zimmer    | Bob Waggoner     | Tom Hill         |
| XLI     | 4. Februar 2007  | Tony Corrente   | Carl Paganelli  | George Hayward                      | Ron Marinucci      | Jim Saracino    | Perry Paganelli  | John Parry       |
| XLII    | 3. Februar 2008  | Mike Carey      | Tony Michalek   | Gary Slaughter                      | Carl Johnson       | Boris Cheek     | Scott Helverson  | Larry Rose       |
| XLIII   | 1. Februar 2009  | Terry McAulay   | Roy Ellison     | Derrick Bowers                      | Mark Perlman       | Greg Gautreaux  | Keith Ferguson   | Michael Banks    |
| XLIV    | 7. Februar 2010  | Scott Green     | Undrey Wash     | John McGrath                        | Jeff Seeman        | Rob Vernatchi   | Greg Steed       | Greg Meyer       |
| XLV     | 6. Februar 2011  | Walt Anderson   | Chad Brown      | Kent Payne                          | John Hussey        | Doug Rosenbaum  | Scott Helverson  | Mike Weatherford |
| XLVI    | 5. Februar 2012  | John Parry      | Carl Paganelli  | Tom Stabile                         | Gary Arthur        | Gary Cavaletto  | Tony Steratore   | Laird Hayes      |
| XLVII   | 3. Februar 2013  | Jerome Boger    | Darrell Jenkins | Steve Stelljes                      | Byron Boston       | Craig Wrolstad  | Dino Paganelli   | Joe Larrew       |
| XLVIII  | 2. Februar 2014  | Terry McAulay   | Carl Paganelli  | Jim Mello                           | Tom Symonette      | Scott Steenson  | Steve Freeman    | Dave Wyant       |
| XLIX    | 1. Februar 2015  | Bill Vinovich   | Bill Schuster   | Dana McKenzie                       | Mark Perlman       | Bob Waggoner    | Terrence Miles   | Tom Hill         |
| 50      | 7. Februar 2016  | Clete Blakeman  | Jeff Rice       | Wayne Mackie                        | Rusty Baynes       | Boris Cheek     | Keith Ferguson   | Scott Edwards    |
| LI      | 5. Februar 2017  | Carl Cheffers   | Dan Ferrell     | Kent Payne                          | Jeff Seeman        | Doug Rosenbaum  | Todd Prukop      | Dyrol Prioleau   |
| LII     | 4. Februar 2018  | Gene Steratore  | Roy Ellison     | Jeff Bergman                        | Byron Boston       | Tom Hill        | Perry Paganelli  | Scott Edwards    |
| LIII    | 3. Februar 2019  | John Parry      | Fred Bryan      | Edgar Camp                          | Jeff Bergman       | Steve Zimmer    | Terrence Miles   | Eugene Hall      |
| LIV     | 2. Februar 2020  | Bill Vinovich   | Barry Anderson  | Kent Payne                          | Carl Johnson       | Michael Banks   | Greg Steed       | Boris Cheek      |
| LV      | 7. Februar 2021  | Carl Cheffers   | Fred Bryan      | Sarah Thomas                        | Rusty Baynes       | James Coleman   | Dino Paganelli   | Eugene Hall      |
| LVI     | 13. Februar 2022 | Ronald Torbert  | Bryan Neale     | Derick Bowers                       | Carl Johnson       | Rick Patterson  | Scott Helverson  | Keith Washington |
| LVII    | 12. Februar 2023 | Carl Cheffers   | Roy Ellison     | Jerod Phillips                      | Jeff Bergman       | John Jenkins    | Dino Paganelli   | Eugene Hall      |
| LVIII   | 11. Februar 2024 | Bill Vinovich   | Terry Killens   | Patrick Holt                        | Mark Perlman       | Tom Hill        | Brad Freeman     | Allen Baynes     |
| LIX     | 9. Februar 2025  | Ronald Torbert  | Mike Morton     | Max Causey                          | Mark Stewart       | Mearl Robinson  | Jonah Monroe     | Boris Cheek      |